# Jodenster

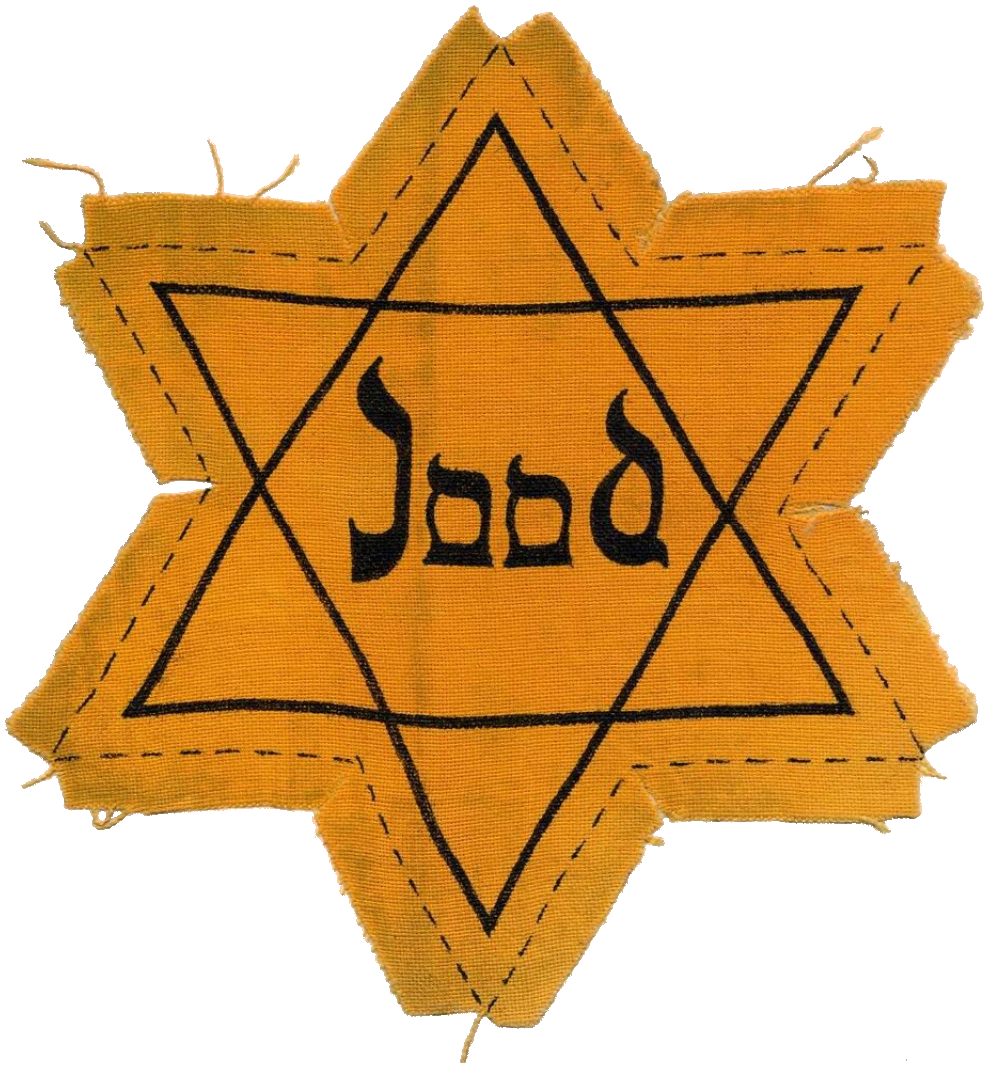
Jodenster

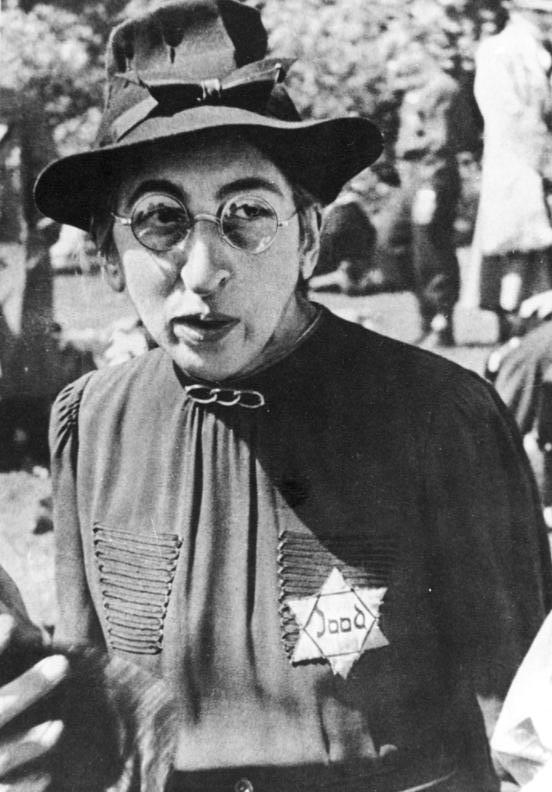
Vrouw met Jodenster tijdens razzia in Amsterdam op 20 juni 1943

De Jodenster was een kenteken dat Joden in Duitsland en bezet gebied moesten dragen tijdens de Tweede Wereldoorlog. De verplichting gold voor Joden boven de leeftijd van zes jaar in bijna het gehele door de nazi's bezette Europa, met uitzondering van Noorwegen, Denemarken en Vichy-Frankrijk. Het kenteken bestond uit een zwart getekende Davidster uit gele stof ter grootte van een handpalm met de tekst (in de landstaal) in zwarte letters 'Jood'. De ster diende om Joden te identificeren, evenals het stempel met de letter J in hun persoonsbewijs. De Jodenster moest zichtbaar en vast opgenaaid op de linkerkant ter borsthoogte van het kledingstuk gedragen worden.
De nazi's maakten het dragen verplicht in Polen vanaf 23 november 1939. Vanaf 19 september 1941 moesten alle Joden vanaf 6 jaar oud in het gehele Duitse Rijk de ster dragen, op grond van de Polizeiverordnung über die Kennzeichnung der Juden. De verordening van 1 september 1941 werd van kracht op 19 september 1941.

## Nederland
In Nederland werd het dragen van de Jodenster op 2 mei 1942 verplicht gesteld aan personen die volgens de naziwetgeving als "Jood" werden aangemerkt (deze dwingende verplichting trof ook personen die dat trouwens volgens de Joodse regelgeving niet waren). Een paar dagen eerder, op 29 april 1942, werd de verplichtstelling in de avondkranten bekendgemaakt. De voorzitters van de Joodsche Raad, Asscher en Cohen, waren 's middags over de maatregel op de hoogte gesteld. Op het niet-dragen van de ster stond een straf van ten hoogste zes maanden hechtenis of een geldboete van ten hoogste duizend gulden, of beide. Een ster kostte 4 cent, door de drager zelf te betalen, en per vier sterren moest een distributiebon ('textielpunt') worden ingeleverd. De Nederlandse sterren werden in Enschede door textielfabriek De Nijverheid vervaardigd. Dit joodse familiebedrijf werkte onder een door de Duitse bezetter aangewezen niet-joodse zaakwaarnemer (arische Verwalter), in dit geval een Duitser. In totaal werden 569.355 sterren geproduceerd.

## Geschiedenis
In middeleeuws Europa werd tijdens het Vierde Lateraans Concilie onder paus Innocentius III van 1215 bepaald dat Joden en Saracenen onderscheidende kleding moesten dragen. De invulling daarvan werd aan de lokale autoriteiten overgelaten. Niet overal werd dit direct nageleefd, maar in de veertig jaar daarna werd het standpunt 29 maal herhaald door pausen en concilies. Dit had een duidelijk effect en al in 1218 werd door Hendrik III van Engeland bepaald dat Joden een teken moesten dragen, terwijl zij van Frederik II op Sicilië vanaf 1221 een blauw teken moesten dragen. Ook in de rest van Europa werden dergelijke maatregelen afgekondigd, al zou het tot 1270 duren voordat in het Heilige Roomse Rijk de Jodenhoed verplicht werd gesteld. Na verloop van tijd werd het niet alleen een teken van onderscheiding, maar ook van minderwaardigheid. Het geel dat al door de islamieten werd gebruikt voor de Joden – christenen moesten in het islamitische systeem blauw dragen en Samaritanen rood – werd daarbij de dominante kleur. Een uitzondering was de Republiek, waar in 1619 werd bepaald dat Joden geen onderscheidende tekenen hoefden te dragen, wat overigens niet betekende dat er geen beperkende maatregelen waren. De verlichting bracht langzaam een verandering teweeg. Zo kondigde keizer Jozef II met het Patent van Tolerantie godsdienstvrijheid af in het Heilige Roomse Rijk en schaften veel andere Europese staten rond die tijd de tekens af, waarbij vooral de verspreiding van de Franse revolutie bij het verlenen van gelijke burgerrechten een rol speelde.